# Maurice Pic (entomologiste)
Pour les articles homonymes, voir Pic.

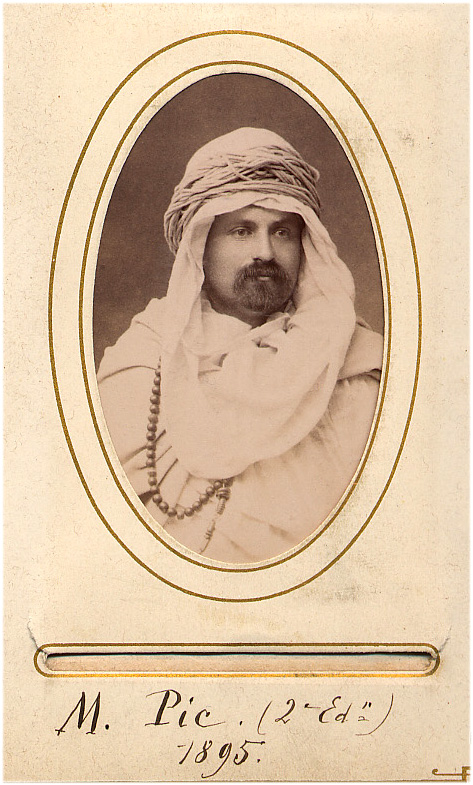
Portrait de Maurice Pic en 1895 (au temps des colonies)

Maurice, Louis, Joseph, Gaspard Pic, né le 23 mars 1866 à Marcigny (Saône-et-Loire) de Edmond Gaspard Pic, Juge de Paix et de Marie-Louise Calixte Merle . Décédé le 29 décembre 1957 à Les Guerreaux (Saône-et-Loire), est un entomologiste français spécialisé dans l'ordre des Coleoptera.
Il fut maire de Les Guerraux pendant 43 ans (de 1902 à 1945) et conseiller d'Arrondissement du Canton de Digoin de 1919 à 1939.

## Travaux
Maurice Pic laisse une œuvre considérable mais très controversée. Il a publié 950 articles, décrit 3 174 espèces de Coléoptères et nommé quelque 2 200 variétés. Ses descriptions, très sommaires, dépourvues d'illustrations sont souvent contestées.
Parmi ses publications :
- 1891-1934 : Matériaux pour servir à l'étude des Longicornes.
- 1911-1923 : Mélanges exotico-entomologiques.
- 1902 : Coleoptera Heteromera Fam. Hylophilidae.

## Périodiques
Il a publié trois périodiques :
- L'Échange, 1885-1956, 543 issues
- Mélanges Exotico-Entomologiques, 1911-1939, 71 issues
- Opuscula Martialis, 1940-1944, 13 issues

## Récompenses et distinctions
Maurice Pic reçut le prix Jean Dollfus de la Société entomologique de France en 1911 pour son travail: Matériaux pour servir à l'étude des Longicornes.
Il fut nommé  Chevalier du Mérite agricole en 1912 et promu Officier en 1920 . Nommé Officier de l'Instruction publique en 1913 :(équivalence avec:  Officier de l'ordre des Palmes académiques). Nommé Chevalier de la Légion d'Honneur le 6 octobre 1933 et promu  Officier de la Légion d'honneur le 11 juillet 1952.